# John Wise, 2. Baron Wise
John Clayton Wise, 2. Baron Wise (* 6. Juni 1923 in Somerton, Oxfordshire; † 2. November 2012) war ein britischer Adliger und Politiker.

## Leben
John Wise war der Sohn von Major Frederick Wise, 1. Baron Wise Parlamentsabgeordneter der Labour Party. Er besuchte die King Edward VI School in Bury St Edmunds, in der er 1980 bis 1990 als Governor wirken sollte. Später arbeitete er als Farmer. Er war zwei Mal verheiratet und hatte zwei Söhne. Der erstgeborene Sohn Christopher John Clayton Wise (* 1949) ist der Titelerbe.
Beim Tod seines Vaters erbte er 1968 dessen Titel als Baron Wise und wurde Mitglied des House of Lords. Während er zunächst keiner Partei nahestand („Crossbencher“), trat er später der Conservative Party bei. Nach dem House of Lords Act 1999 musste er sein Oberhausmandat abgeben. In den 30 Jahren im Parlament hielt er 151 Reden zu unterschiedlichsten Themen.